# Guimaëc
 Guimaëc  (en bretón Gwimaeg) es una población y comuna francesa, situada en la región de Bretaña, departamento de Finisterre, en el distrito de Morlaix y cantón de Lanmeur.

## Demografía
| 952 | 910 | 826 | 810 | 880 | 855 |
| Para los censos de 1962 a 1999 la población legal corresponde a la población sin duplicidades (Fuente: INSEE [Consultar]) |     |     |     |     |     |